# Lithocarpus vidalii
Lithocarpus vidalii là một loài thực vật có hoa trong họ Cử. Loài này được (Fern.-Vill.) Rehder mô tả khoa học đầu tiên năm 1929.